# Mount Ossa
Der Mount Ossa ist mit 1.617 Meter der höchste Berg Tasmaniens.
Der Mount Ossa liegt im Zentrum des australischen Bundesstaates Tasmanien im Cradle-Mountain-Lake-St.-Clair-Nationalpark. 
Das Wetter auf dem Berg ist sehr wechselhaft, im Winter ist es oft eisig-kalt mit stürmischem Wind und Schneefall. Schnee liegt meist von Mai bis Oktober, aber selbst in den Sommermonaten ist der Gipfel manchmal weiß. Die Sommermonate sind dennoch die beste Zeit zur Besteigung, da dann die Bedingungen weniger extrem sind. Der Berg ist relativ leicht zu erklimmen, nur direkt am Gipfel gibt es Felsen zu überwinden.
Ihre unberührte Schönheit hat die Region dem gebürtigen Österreicher Gustav Weindorfer zu verdanken. Durch seine Bemühungen wurde bereits am 16. Mai 1922 ein Nationalpark gegründet.
Der Nationalpark hat eine Größe von etwa 1.612 Quadratkilometer und ist Teil des UNESCO-Welterbes der Menschheit.